# Tomas Espedal
Tomas Espedal (født 12. november 1961 i Bergen) er en norsk forfatter, der er mest kendt for sine genrediffuse, selvbiografiske og selvudleverende romaner.
Hans to bøger, Gå eller kunsten å leve et vilt og poetisk liv 2006 og Imot kunsten 2009 var begge nomineret til Nordisk Råds Litteraturpris. I 2011 blev Espedal tildelt Riksmålsforbundets litteraturpris, men afslog prisen fordi han ikke kunne identificere sig med Riksmålsforbundets ideer om sprog og retskrivning eller med de andre forfattere som har fået prisen, specielt Jens Bjørneboe, som fik den i 1974.

## Priser
- Kritikerprisen 2009, for Imot kunsten
- Gyldendalprisen 2009, for Imot kunsten
- Brageprisen 2011, for Imot naturen.